# Egidio Romualdo Duni
Egidio Romualdo Duni (ur. 9 lutego 1708 w Materze, zm. 11 czerwca 1775 w Paryżu) – włoski kompozytor.

## Życiorys
Pochodził z rodziny muzyków, jego ojciec Antonio był kapelmistrzem, brat Antonio natomiast kompozytorem i kapelmistrzem. Był uczniem Francesco Durantego w Conservatorio di Santa Maria di Loreto w Neapolu. Brak dokładnych informacji źródłowych nie pozwala na odtworzenie wielu faktów z jego życiorysu. Przypuszczalnie na początku lat 30. XVIII wieku przebywał w Wiedniu. Był kapelmistrzem w kościele San Nicola w Bari. W 1735 roku wystawił w Rzymie swoją operę Nerone, bywał także w Wenecji i Mediolanie. W 1737 roku gościł w Londynie, gdzie na deskach King’s Theatre wystawił operę Demofoonte. Następnie udał się do Holandii, gdzie w 1738 roku jego nazwisko pojawia się na liście studentów uniwersytetu w Lejdzie. W 1739 roku wrócił do Włoch. W 1748 roku otrzymał posadę kapelmistrza na dworze książęcym Filipa I w Parmie. 
W 1757 roku wystawił w Paryżu swoją operę Le peintre amoureux de son modèle i zachęcony jej scenicznym sukcesem przeniósł się do tego miasta. Od 1761 do 1768 roku pełnił funkcję dyrektora Comédie-Italienne.

## Twórczość
Należał do czołowych przedstawicieli XVIII-wiecznej włoskiej opery komicznej, w swojej twórczości połączył cechy stylu włoskiego i francuskiego. Wprowadzał rozbudowane arie i zespołowe finały przyjmujące często cechy wodewilu. Jego dzieła cieszyły się w swoim czasie dużym powodzeniem, które zawdzięczały współpracy kompozytora z czołowymi librecistami epoki: M.-J. Sedaine’em, Ch.-S. Favartem i L. Anseaume’em.
Wiele oper Duniego było wystawianych w XVIII wieku w Warszawie przez francuskie zespoły teatralne.

## Opery
(na podstawie materiałów źródłowych)
- Nerone (wyst. Rzym 1735)
- Demofoonte (wyst. Londyn 1737)
- Didone abbandonata (wyst. Mediolan 1739)
- Catone in Utica (wyst. Florencja 1740)
- Artaserse (wyst. Florencja 1744)
- Ciro riconosciuto (wyst. Genua 1748)
- La semplice curiosa (wyst. Florencja 1751)
- Le caprice amoureux, ou Ninette à la cour (wyst. Parma 1755)
- L’Olimpiade (wyst. Parma 1755)
- La buona figliuola (wyst. Parma 1756)
- Le peintre amoureux de son modèle (wyst. Paryż 1757)
- La fille mal gardée (wyst. Paryż 1758)
- Nina et Lindor (wyst. Paryż 1758)
- La veuve indécise (wyst. Paryż 1759)
- L’Isle des foux (wyst. Paryż 1760)
- Mazet (wyst. Paryż 1761)
- La plaideuse (wyst. Paryż 1762)
- Le melicien (wyst. Wersal 1762)
- Les deux chasseurs et la laitière (wyst. Paryż 1763)
- L’école de la jeunesse (wyst. Paryż 1765)
- La fée Urgèle (wyst. Fontainebleau 1765)
- La clochette (wyst. Paryż 1766)
- Les sabots (wyst. Paryż 1766)
- Les moissonneurs (wyst. Paryż 1768)
- Thémire (wyst. prywatne 1770)